# 授时
授时（台灣稱校時）的基本含义就是通过标准或者定制的接口和协议，为其他设备或系统提供时间信息。其基本渠道是短波、电视信号、电缆、网络等等。授时精度从纳秒级（ns）到毫秒级（ms）不等，主要由原子钟、卫星系统、网络、高稳定度振荡器等作为时间源。

## 各國標準
中国的官方标准授时由位于陕西的国家授时中心负责。
日本標準時間（JST）是由總務省管轄的國立研究開發法人情報通信研究機構（NICT）原子鐘生成並提供的協調世界時。日本國家信息通信技術研究所報告的標準時間在日本各地用於日本廣播公司(NHK)和NTT (117)時間信號等廣播電台。另一方面，日本中央標準時間（Chuo Hyo Junji，英語：Japan Central Standard Time，縮寫：JCST ）是文部科學省管轄的大學共同利用機關法人自然科學研究機構（NINS）國家天文台確定的，中央標準時間=協調世界時+9小時。
台灣的國家時間與頻率標準實驗室於1965年由交通部電信研究所成立。成立之宗旨在於配合經濟部標準檢驗局因應國內工業發展及經濟持續成長之需求，及建立及維持時間與頻率國家最高標準，以確保時頻量測的一致性與準確性，並與國際標準一致，提供國內量測校正之追溯依據。

## 應用領域
随着系统的大型化、复杂化，对时间同步和时间精度的要求越来越高，授时的应用领域也得到很大的扩展：
1. 电信
2. 电力
3. 金融
4. 计算机系统
5. 网络
6. 分布式数据采集
7. 国防
8. 电子政务